# ヘルマン・エビングハウス
ヘルマン・エビングハウス（Hermann Ebbinghaus、1850年1月24日 - 1909年2月26日）は、ドイツの心理学者。記憶に関する実験的研究の先駆者で、忘却曲線を発見したことで知られる。また、初めて学習曲線に言及した人物で、反復学習の分散効果を発見した。新カント派の哲学者ユリウス・エビングハウスの父親。

## 生涯
エビングハウスは1850 年、プロイセン王国のライン州バルメンで、裕福な商人の子として生まれた。幼少期は、ルター派を信仰して町のギムナジウムの生徒だった、くらいしか分かっていない。17歳の時（1867年）にボン大学に入学、ここで歴史や文学を学ぶつもりだったが、彼は哲学に興味を持った。1870年の普仏戦争で研究が一時中断するも、1873年に哲学の論文を書き上げて、23歳で博士号を取得した。続く3年間はハレ (ザーレ)とベルリンで生活していた。
哲学博士の取得後、エビングハウスは英仏で学生の家庭教師をして生計を立てていた。ロンドンの古書店でグスタフ・フェヒナーの著書『精神物理学要綱』（Elemente der Psychophysik）と出会い、これに感化されて彼は有名な記憶実験を行うこととなる。ベルリン大学で研究を始めた彼は、ドイツで3番目の心理実験研究所（ ヴィルヘルム・ヴントとゲオルク・エリアス・ミュラーに続く）を設立し、1879年から自身の記憶研究を始めた。1885年、彼の記念碑的な書籍『Über das Gedächtnis. Untersuchungen zur experimentellen Psychologie』が出版された。これは後に英語版を経て、日本でも『記憶について : 実験心理学への貢献』が出版されている。この出版物の功績は非常に大きく、彼はベルリン大学の教授に就任した。
1894年、恐らくは論文不足のために哲学部長への昇進が見送られたエビングハウスはブレスラウ大学（現在のポーランド、ヴロツワフ大学）に移籍。ブレスラウにいる間、彼は子供たちの精神能力が学校の日にどのように低下したのかを研究する委員会に従事した。どのように精神能力を計測したかの詳細は見つかっていないが、当委員会で成功をなしとげた成果が、後に知能指数検査の基礎となった。彼はブレスラウにも心理実験研究所を設立した。
1902年、エビングハウスは次の書籍『Die Grundzüge der Psychologie(心理学の原則)』を出版した。それはすぐに高い評価を受け、死後もずっと好評が続いた。1904年、彼はハレに引っ越して、人生の晩年となる数年間をここで過ごした。1908年、最後の出版物『Abriss der Psychologie(心理学の概要)』が世に出た。これもまた高評価が続いて、8版の増刷がされるまでになった。この刊行からしばらく後の1909年2月26日、エビングハウスは肺炎により59歳で死去した。

## 自分の記憶の研究
エビングハウスは、当時の常識では無理と思われていたが、実験によってより高次な精神的過程が実際に研究できることを明快に示した。
記憶実験において、最も混乱をきたす潜在的な斑（むら）を抑えるためには、記憶するのは容易でありつつも、事前に学習認知されない言語リストを用いた復唱が必要となる。そこでエビングハウスは、後に「ナンセンス音節（CVCトリグラムとも）」と呼ばれるアイテムを使った。ナンセンス音節は、子音-母音-子音という組み合わせで、子音の繰り返しはなく、音節自体に別段の意味もない。意味を持つCAT（すでに単語）やBOL（ボールと聞こえる）などは除外された。意味のある音節を削除したのち、エビングハウスは2300個の音節に行き着いた。ひと通り音節集を作成したところで、彼は箱からランダムに音節をいくつか取り出して、それらをノートに書き留めた。その後、メトロノームの規則的な音に合わせて、同じ抑揚でそれら音節を読み上げて、手順の最後に彼はそれらの音節を（記憶から）想起しようとした。1回の調査にのべ15000回の朗読が必要だった。
研究の後、人間はナンセンス音節にさえも有意義な意味をつけることが決定的となった。ナンセンス音節PED（これは"pedal"の頭文字3文字になる）は、KOJのような音節よりも無意味ではない。 音節同士では連想価が異なると言われている。これを認識したエビングハウスは、特定の意味を持つ可能性が低く、より容易な検索のための関連付けも試みられづらいような、音節の列を「ナンセンス」とだけ言及するようになる。
彼の記憶研究にはいくつかの限界があった。最も重要なのは、エビングハウス自身が研究の唯一の主題だったことである。これは他の人々にとって研究の一般化可能性を制限した。彼はより厳格に結果を維持管理するため自身の日々のルーチンをも統制しようとしたが、自分以外の参加者を排除するという彼の決定は、内部の妥当性が確かだとしても、研究の外部妥当性を犠牲にしてしまった。付け加えるなら、彼が自らの個人的影響を説明しようとしても、誰であれ研究者が参加者を同時に兼ねている場合は、そこに固有の偏見が内在してしまう。また、エビングハウスの記憶研究は、意味論や手続き記憶や簡易記憶術といった、より複雑な記憶の問題研究には立ち入らなかった。

## 記憶分野での貢献

代表的な忘却曲線

1885年、エビングハウスは画期的な『記憶について : 実験心理学への貢献』を出版し、学習と忘却のプロセスを記述するために自身で行った実験について書いた。
彼は今でも支持されている有意義ないくつかの発見をした。最初に挙げる忘却曲線は、ほぼ間違いなくエビングハウスの最も有名な発見である。忘却曲線は、学習した情報が指数関数的に失われることを示している。最も急激な記憶減少は最初の20分で起こり、最初の1時間を通しての減衰も著しいものがある。 この曲線は約1日後になだらかとなる。
エビングハウスによって記された学習曲線は、情報をどうやって速く学ぶのかについて言及している。最も急激な記憶増加は初回学習の後に起こっていて、その後は徐々に増加する、これは反復学習のたびに覚える新しい情報が少なくなる（以前の学習内容が記憶にあるため）ことを意味している。忘却曲線と同じく、学習曲線もまた指数関数的である。エビングハウスは系列位置効果も文書に残しており、これは項目の位置がどれくらい想起に影響するかについて述べたものである。系列位置効果における主な2つの概念は直前性と初頭性である。直前効果（リーセンシー効果）は、直前に入ってきた情報ほど短期記憶に残っているので、思い出せる量も増加するというもの。初頭効果（プライマシー効果）は、反復学習が増えるとリストの最初にある項目がより良く記憶されて、長期記憶にも引き継がれることを指す。
もう一つの重要な発見が、記憶の貯蓄である。これは、情報が意識的にアクセスされていなくても潜在意識で保持される情報量を指す。例の実験でエビングハウスは項目のリストを完璧に想起するまで覚えたため、今度はいずれかの項目をもはや想起できなくなるまで、リストに目を通さなかった。その後で彼はリストを再学習し、今回の学習曲線と以前のリスト記憶をした学習曲線とを比較した。結果は、再学習のほうが全般的により速く記憶されており、この2つの学習曲線の違いが発生したのは、前回の「貯蓄」によるものだとエビングハウスは語った。エビングハウスはこのほか、不随意記憶と随意記憶との間の違いに言及し、前者は「明らかに自然で、意志を伴わない行為」で何となく生じたものだが、後者は「意志の努力によって意識の中に」持ち込まれたものだとした。
記憶研究におけるエビングハウスの影響はすぐさま現れた。過去2千年間で記憶についての出版作がほとんどなかった中、エビングハウスの仕事が1890年代のアメリカにおける記憶研究に拍車をかけ、1894年だけで32の論文が出版された。この研究は、機械化された記憶術測定器(mnemometers)の開発と共に、もしくは記憶の研究と記録を支援する装置の機械開発と一緒に発展した。
彼の研究に対する当時の反応は大部分が肯定的だった。著名な心理学者ウィリアム・ジェームズは、この研究を「英雄的」と呼び、それらが「心理学の歴史における唯一の最も素晴らしい調査」であると語った。エドワード・ティチェナーもまた、記憶の話題に関するこの研究はアリストテレス以来の最大の事業だと述べている。

## 他分野での貢献
エビングハウスは、児童の能力を研究する際に、文章補完の練習問題を先駆けて開発したともされている。それをアルフレッド・ビネーが借用し、今でいう知能指数を測るビネー・シモン知能尺度測定法に同種の問題が組み込まれた。文章補完はそれ以来、特に非陳述記憶の測定に活用できるとして、記憶研究において広範に使用されている。また、患者の動機づけや動因を援助するためのツールとして心理療法でも使用されている。また彼は、語彙意味論と社会学をレフ・ヴィゴツキーらと共に研究していたシャーロッテ・ビューラーにも影響を与えた。

エビングハウス錯視。2つのオレンジ色の円は全く同じ大きさ、でも左側が小さく見えてしまう。

エビングハウスはまた、相対的な大きさの錯覚、後に発見者の名前からエビングハウス錯視として知られる目の錯覚を発見したとされている。この錯覚の最もよく知られたバージョンは、同じ大きさの2つの円があるのだが、片方は大きな円で囲まれており、もう片方は小さな円で囲まれているというもの。前者の中心にある円は、後者の円よりも小さく見えてしまう。この錯覚は現在、脳内の多様な知覚経路をより詳しく探求するために、認知心理学の研究で幅広く使用されている。
さらにエビングハウスは、初の標準的な研究報告書の原案にも大きく関与していたとされる。記憶に関する論文で、エビングハウスは導入・方法・結果・議論という4つのセクションに分けて記述した。この様式の明瞭さと構造は、同時代の人たちに非常に深い感銘を与え、論文規律における標準となり、今や全ての調査報告がエビングハウスによって配置されたのと同じ基準に沿っている。
ティチェナーやジェームズといった著名な同期人とは違って、エビングハウスは特定の心理学学校を創立したわけでもなく、生涯の広範囲な研究で知られているわけでもなく、ただ3つの研究を成し遂げただけである。彼は、実験心理学の先駆者という称号を自分自身に与えようとも思わず、「弟子」を持つことを求めず、新しい分野の開発は他の人に任せた。

## 心理学の本質に関する議論
エビングハウス以前は、記憶研究の大半の貢献が哲学者によるもので、それも観察の説明と思索が中心となっていた。例えば、イマヌエル・カントは認識やその構成要素を議論するために純粋説明を用いた。フランシス・ベーコンは、以前学習した丸暗記リストの想起を単純に観察しても、記憶の「芸術には役に立たない」と主張した。記憶の説明的研究と実験的研究との間にある二分法は、後にエビングハウスの生涯の中で、特に元同僚ヴィルヘルム・ディルタイとの公的論争と重なって反響を呼ぶことになった。
ベルリン大学の同僚ディルタイとの公的論争でも示されていたが、エビングハウスは先駆的な実験心理学を新しい科学の方向性として強く擁護していた。1893年に彼がベルリンを去って少し後、ディルタイは説明的心理学の美徳を称賛する論文を発表した。精神は複雑すぎると主張して実験的心理学は退屈なものだと非難し、内観が心を研究する望ましい方法だという内容だった。当時の議論は主に、心理学が心の説明なり理解を目的とすべきかどうか、それが自然科学か人間科学のどちらに属するかというものだった。多くの人はこのディルタイの論文をエビングハウスを含めた実験心理学に対する手厳しい攻撃と見なしており、エビングハウスは個人的な手紙と長い公の痛烈批判記事でディルタイに返答した。ディルタイへの反論の中で、心理学が仮説的な仕事になることは避けられず、ディルタイが攻撃している心理学は私の「実験革命」以前に存在していた種類のものだ、とエビングハウスは述べた。シャーロッテ・ビューラーは約40年後、エビングハウスのような人々が 「1890年代に古い心理学を葬った」と述べ、彼の言葉に同意した。エビングハウスは、ディルタイがヴィルヘルム・ヴントやティチェナーのような構造主義者の現状維持を提唱し、心理学の進歩を潰そうとしているのは信じられないと言って、痛烈批判の説明を行った。
いくつかの現代テキストは、依然として心理学者よりも哲学家としてエビングハウスを記述しており、彼もまた哲学の教授としての人生を過ごしてはいる。しかしながら、心理学を哲学とはまた別の学問分野と見なすよう彼が戦ったことを考えると、エビングハウス自身はおそらく自分自身を心理学者だと述べるだろう。

## 影響
エビングハウスが自身の取り組みの中で影響を受けたものについては、いくつかの推測がある。教授陣は誰も彼に影響を与えたように思われず、彼の同僚が彼に影響を与えたという示唆もない。エビングハウスが博士号を獲得したフォン・ハルトマンの研究は、より高次の精神的過程が視界から隠れてしまう（観察では見えない）ことを示唆しており、エビングハウスがそうではないことを証明しようと躍起になった可能性がある。エビングハウスが感化されたとして常に挙げられる影響の一つが、グスタフ・フェヒナーの『精神物理学要綱』（1860）上下2巻の本である。その綿密な数学的手順にエビングハウスは感銘を受け、フェヒナーが精神物理学に対して行なったことを、彼は心理学でやりたかったと言われている。この感化は、エビングハウスが「私はすべてを貴方から借りている」と記して、2番目の作品『心理学の原則』をフェヒナーに捧げたことでも明白である。

## 著書
- "Memory: A Contribution to Experimental Psychology".New York: Dover.1885年。（後に日本で出版されたものが、『記憶について―実験心理学への貢献』望月 衛 (閲),宇津木 保 (翻訳) 、誠信書房 、1978年6月。）
- "Grundzüge der Psychologie". Leipzig: Veit & Co.1902年。
- "Psychology: An elementary textbook". New York: Arno Press.1908年。